# Hileithia edaphodrepta
Hileithia edaphodrepta là một loài bướm đêm trong họ Crambidae.